# Stéphane Ostrowski
Stéphane Ostrowski (Bron, 17 marzo 1962) è un ex cestista e allenatore di pallacanestro francese.

## Carriera
Ha giocato ad alto livello, in patria, tra gli anni ottanta e gli anni novanta.
Ha vinto quattro campionati di Francia, una Coppa di Francia, una Coppa delle Coppe e una Tournois des As. Si segnalò per 203 presenze con la nazionale di pallacanestro francese.
Si è ritirato nel 2005.

## Palmarès

### Squadra
- Campionato francese: 4

CSP Limoges: 1987-1988, 1988-1989, 1989-1990
Olympique d'Antibes: 1994-1995
- Coppa delle Coppe: 1

CSP Limoges: 1987-1988
- Coppa di Francia: 1

Cholet: 1998

### Individuale
- LNB MVP francese: 4

CSP Limoges: 1985-1986, 1987-1988, 1988-1989, 1989-1990